# Jacques III de Bade-Hachberg
Jacques III de Bade-Hachberg (né le 26 mai 1562 à Pforzheim – 17 août 1590) à Emmendingen est margrave de Bade-Hachberg de 1584 à 1590. Il établit sa résidence à Emmendingen. En 1590, il abandonne le Luthéranisme pour se convertir au Catholicisme, provoquant une tempête politique.

## Biographie

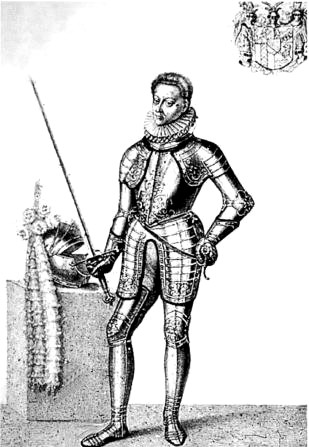
Margrave Jacques III de Bade-Hachberg

Jacques est le second fils du Margrave Charles II et d'Anne de Palatinat-Veldenz, fille du comte Palatin Robert de Palatinat-Veldenz. À partir de 1577, Jacques et son frère Ernest-Frédéric sont éduqués à la cour de leur régent, le duc luthérien  Louis VI « le Pieux » de Wurtemberg. Jacques montre un grand intérêt pour les récents développements de la science et étudie à l'université de Tübingen et à  Strasbourg. Il effectue ensuite un Grand Tour en Italie et en France.

### Régence, 1577-1584
À la mort de son père en 1577, le gouvernement du margraviat de Bade-Durlach est confié à un Conseil de régence
comprenant sa mère Anne von Pfalz-Veldenz, l'Electeur Palatin Louis VI, jusqu'en 1583, le Comte Palatin Philippe Louis de Neubourg et le duc Louis VI « le Pieux » de Wurtemberg (époux de Dorothée-Ursula, fille de Charles II de Bade et sœur aînée de Jacques).

### Division du territoire
Jacques et son frère aîné Ernest-Frédéric ne deviennent souverains que d'une partie du pays de Bade. Leur père, dans ses dernières volontés, avait refusé cette division du margraviat ; toutefois son testament n'avait pas été ni signé ni scellé : les trois régents décident donc de l'invalider et procèdent à une division de ses domaines fragmentant ainsi le pays de Bade au-delà de la division historique entre Bade-Bade et Bade-Durlach. Jacques reçoit la seigneurie de Hachberg (Hochberg, Hochburg, à Emmendingen), avec son siège à Emmendingen. Ernest-Frédéric reçoit  le bas pays de Bade soit Bade-Durlach, comprenant les grandes cités de Durlach et Pforzheim. Leur jeune frère Georges-Frédéric reçoit Bade-Bade soit le haut pays de Bade, incluant les seigneuries de Rothelin et Badenweiler et le  margraviat de Sausenberg. Quand l'héritier de Jacques III meurt en 1591, Baden-Hachberg revient à Ernest-Frédéric. À la mort de ce dernier sans héritier male en 1604, ses possessions reviennent à Georges-Frédéric qui réunifie ainsi le margraviat de Bade-Durlach.

### Affaires religieuses
Les trois frères choisissent des voies différentes dans leur évolution religieuse.  Tous trois ont été élevés dans la Confession luthérienne. Georges-Frédéric se convertit au Calvinisme, Jacques III choit le Catholicisme, Ernest-Frédéric reste luthérien.
En 1582, la conversion de Gebhard Truchsess von Waldburg, Prince-Electeur  archevêque de Cologne au Luthéranisme mène à la Guerre de Cologne entre Gebhard, qui refuse d'abandonner l' Archidiocèse et le duc Ernest de Bavière, qui a été élu comme son successeur.  Gebhard tente de convertir l'archidiocèse au luthéranisme et s'allie avec la très belle comtesse Agnes von Mansfeld-Eisleben.  Jacques combat dans ce conflit sous les ordres du général impérial Alexandre Farnese duc de Parme. Il sert ensuite sous le commandement du duc catholique  Charles III de Lorraine.
En 1582, à l'âge de 22 ans, le margrave Jacques III de Bade épouse la comtesse Elisabeth de Culemborg-Pallandt.  âgée de 16 ans. Elle est la seule héritière d'une vaste fortune. Leur union est heureuse et donne naissance à quatre enfants. Toutefois elle se termine au bout de seulement six ans. En 1588, le couple transfère sa résidence de Hochburg au petit château de Emmendingen. Le 1er janvier 1590, Jacques III accorde à la cité le droit de tenir un marché à Emmendingen.
Pendant cette période de profondes divisions religieuses, le margrave examine les positions des trois camps chrétiens: les Catholiques, les Luthériens et les Calvinistes. En 1589 et 1590, il réunit deux colloquia, le premier à Baden-Baden, le second à Emmendingen, entre des théologiens luthériens de Wurtemberg et des catholiques. À Emmendingen, le parti luthérien est conduit Jean Pappus de Strasbourg, et le parti catholique par le chapelain de la cour de Jacques III, Johannes Zehender. Après cela, Jacques se convertit à la foi catholique, comme son principal conseiller Jean Pistorius l'avait fait deux ans avant, chez les Cisterciens de l'abbaye de Tennenbach le 15 juillet 1590. Cet acte produit un grand émoi en Allemagne, car il est le premier prince régnant protestant germanique à se convertir après la Paix d'Augsbourg de 1555. Du fait du principe cuius regio, eius religio promulgué par ce traité le catholicisme devient la religion d'état du  margraviat de Baden-Hachberg le 10 août 1590. Le pape Sixte V place alors de grands espoirs dans le jeune margrave.

### Décès et succession
Seulement une  semaine plus tard, le margrave Jacques III âgé de 28 ans et en pleine santé meurt inexplicablement. Son corps est  disséqué par deux professeurs de la Faculté de Médécine de Fribourg; une procédure 
très rare au XVIe siècle. Le langage latin précis de son autopsie stipule qu'il est mort à la suite d'un  empoisonnement à l'arsenic.
Selon ses dernières volontés Jacques III voulait être inhumé à Baden-Baden, qui était une cité catholique à cette époque.  Il fut toutefois enterré dans l'église  Saint-Michel de Pforzheim et l'inscription sur sa pierre tombale ne mentionne pas sa conversion au catholicisme.
Une semaine après la mort de Jacques III sa veuve, Elisabeth de Culemborg-Pallandt, donne naissance à un fils 
posthume et héritier Ernest-Jacques de Bade-Hachberg. Ernest-Frédéric illégalement s'empare de la garde du bébé. Ce dernier meurt  moins de neuf mois plus tard le 29 mai 1591. Baden-Hachberg revient à Ernest-Frédéric, frère aîné de Jacques III, qui retourne au luthéranisme. Après la mort de son époux, Élisabeth de Culemborg-Pallandt (1567-1620) se convertit au catholicisme et Ernest Frédéric refuse alors de lui accorder comme douaire de veuve Emmendingen, qui lui avait pourtant été attribué par le testament de Jacques III ; elle se remaria dès 1591 avec Charles II de Hohenzollern-Sigmaringen (1547-1606), autre prince catholique et cousin germain de Jacques III.
Les événements entourant la mort de Jacques III illustrent l'exacerbation des positions en matière religieuse. Les tensions entre les diverses confessions sont à leur apogée et la soif du pouvoir chez les princes régnants allemands, très forte. Moins de 30 ans plus tard, ces tensions éclateront de manière terrible lors de la Guerre de Trente Ans.

## Union et postérité
Jacques III épouse le 6 septembre 1584 Elisabeth de Culemborg-Pallandt (née en 1567; morte 8 mai 1620), la fille
du comte  Floris Ier de Pallandt-Culemborg (1537–1598). Ils ont quatre enfants:
- Anne de Bade-Durlach (née le 13 juin 1587; morte le 11 mars 1649), épouse en 1607 le comte Wolrad IV de Waldeck (né le 7 juillet 1588; mort le 6 octobre 1640) : Postérité
- Charles Ernest (né le 21 juin 1588; mort le 19 septembre 1588)
- Jakobea (née le 2 juin 1589; morte 29 septembre 1625)
- Ernest-Jacques de Bade-Hachberg (né le 24 août 1590 - mort le 29 mai 1591)